# Knor (film)
Knor is een Nederlandse animatiefilm die in 2022 in première ging. De stop-motion-film werd geregisseerd door Mascha Halberstad en het scenario was van de hand van Fiona van Heemstra. Knor is gebaseerd op het kinderboek De wraak van Knor van Tosca Menten. Knor won in 2022 het Gouden Kalf voor de beste film. Ook werd Knor namens Nederland ingezonden voor de Oscar voor beste lange animatiefilm, maar werd niet genomineerd.

## Voorgeschiedenis
Na de korte film Munya in mij wilden scenarist Fiona van Heemstra, regisseur Mascha Halberstad en filmproducent Marleen Slot een langere film maken. Ze hadden daarbij een reeds bestaand verhaal nodig om de verhaallijn erin te houden. Hun keus viel op het verhaal De Griezels van Roald Dahl, maar het verkrijgen van de filmrechten bleek te kostbaar. Halberstad vroeg in 2014 een Arnhemse kinderboekenwinkel om iets soortgelijks en werd gewezen op De wraak van Knor. De uitwerking kostte vervolges acht jaar, waarvan twee jaar voor de productie. De maak van de film leidde ertoe dat het trio een filmstudio nodig had; voorheen werden de korte films bij huis thuis gemaakt. Het werd de Holy Motion Studio te Arnhem.
De film was nog niet eens af, toen het werd uitverkoren tot openingsfilm van Generation Berlin. Nadat Knor in Berlijn voor het eerst werd vertoond, werd er een muzikale korte film genaamd Koning Worst gemaakt. Deze speelt zich af jaren voor Knor: zo zijn de ouders van de hoofdpersonage in Knor tieners in Koning Worst en laat het de voorgeschiedenis tussen de verschillende personages zien. Vanaf oktober 2022 werd Koning Worst als bonusfilm bij Knor in de bioscopen getoond.

## Plot
Een negenjarig meisje krijgt van haar opa een varken genaamd Knor cadeau. Maar thuis gelden er drie regels: Knor mag niet in huis, hij mag niet in de groentetuin en hij moet zindelijk zijn. Doordat Knor de regeltjes aan zijn laars lapt moet hij op training. Lukt het Babs om Knor iets te leren voordat hij naar de slager moet? De twee ontwikkelen een hechte vriendschap tijdens hun avonturen.

## Stemmen
| Acteur                | Personage                             |
| --------------------- | ------------------------------------- |
| Hiba Ghafry           | Babs                                  |
| Kees Prins            | Opa Tuitjes                           |
| Jelka van Houten      | Margreet                              |
| Henry van Loon        | Nol                                   |
| Matsen Montsma        | Tijn                                  |
| Loes Luca             | Tante Christine                       |
| Johnny Kraaijkamp jr. | Slager Smak                           |
| Alex Klaasen          | Hondentrainer, boer Jan, Willem Braad |
| Remko Vrijdag         | Freddy Willekes                       |

## Prijzen en nominaties
| Jaar | Prijs                    | Categorie               | Genomineerden      | Uitslag     |
| ---- | ------------------------ | ----------------------- | ------------------ | ----------- |
| 2022 | Europese Filmprijzen     | Beste Animatiefilm      | Mascha Halberstad  | Genomineerd |
| 2022 | Nederlands Film Festival | Beste Film              | Marleen Slot       | Gewonnen    |
| 2022 | Nederlands Film Festival | Beste Regie             | Mascha Halberstad  | Gewonnen    |
| 2022 | Nederlands Film Festival | Beste Scenario          | Fiona van Heemstra | Genomineerd |
| 2022 | Nederlands Film Festival | Beste Production Design | Mascha Halberstad  | Gewonnen    |
| 2022 | Nederlands Film Festival | Beste Sound Design      | Jan Schermer       | Genomineerd |